# Сухий Індол
Сухий Індо́л, Куру́-Індо́л (крим. Quru İndol, крим. quru - «сухий») — річка в північно-східному Криму, довжиною приблизно 53 км, з площею басейну 156 км². Середня витрата води в річці — 0,22 м³/с, обсяг стоку — 6,93 млн. м³.
Сухий Індол маловодна річка, тільки в паводки доносить воду до Мокрого Індола. Витік річки — джерело Тамара, розташоване біля підніжжя гори Лиса, або Мачука в східній частині Головного пасма Кримських гір. Тече по балці Мухаль-Узень, на північ від автодороги Р23 Сімферополь — Феодосія приймає зліва струмок Такете-Су. Нижче села Привітне річка практично зникає, формально впадаючи в Мокрий Індол у селі Відродження. Існує також думка, що Сухий Індол повинен впадати в Сиваш.
На військово-топографічній карті генерал-майора Мухіна 1817 року річка підписана Куруандал і, судячи з карти, тече в Сиваш. Але вже на мапі 1842 року Куро-Індол зникає у Нового Карабаю. На триверстовій мапі 1865—1876 року пересихаюча Куру-Індол впадає в Індол уже в Карабаї. Час закріплення за річкою сучасної назви поки не встановлено — на кілометровій карті Генштабу Червоної армії 1941 року, в якій назви та інші виправлення на планах дані на липень 1941 року, підписаний Сухий Індол.